# Anton Tränkle
Die Anton Tränkle GmbH & Co KG mit Sitz im Schwarzwald ist ein international tätiges Familienunternehmen, welches für unterschiedliche Branchen Präzisionsdrehteile, Ventile und Baugruppen entwickelt und produziert.
An den Standorten in Triberg und Elzach werden täglich über 1.000.000 Bauteile bis 65 mm Durchmesser gefertigt. Bearbeitet werden Materialien wie Messing und Aluminium, aber auch Automatenstahl, nichtrostende Stähle und Sonderlegierungen.

## Produkte
- Präzisionsdrehteile
- Drehteile
- Ventile
- Baugruppen

## Geschichte

Tränkle Fabrikgebäude im Jahr 1900 in Triberg

Im Jahr 1889 gründete Anton Tränkle das heute in vierter Generation geführte Familienunternehmen. Er baute einen Betrieb für die Herstellung von Drehteilen auf und erstellte im Jahre 1899 das erste eigene Fabrikgebäude.
Sein Sohn Herrmann trat nach dem Ersten Weltkrieg in den väterlichen Betrieb ein. Gemeinsam führten beide das Unternehmen durch die Unbilden der inflationären 1920er-Jahre und der anschließenden Weltwirtschaftskrise. Bis Mitte der 1930er-Jahre waren Fahrrad-Ventile das wichtigste Tränkle-Produkt. Sie wurden von Kugellagern abgelöst.
1945 teilte das Unternehmen das Schicksal vieler anderer: die Demontage sämtlicher Maschinen. Gerade als Vater und Sohn versuchten, mit gebrauchten Maschinen einen neuen Anfang zu machen, starb im Frühjahr 1946 Anton Tränkle. Hermann Tränkle baute das Unternehmen wieder auf und richtete das Produktionsprogramm auf Präzisionsdrehteile aus.
Mit dem Einstieg von Gerhard Tränkle im Jahr 1968 wurde die Internationalisierung vorangetrieben. 1977 wurde eine Drehteilproduktion in Elzach erbaut. Seit 2008 wird Gerhard Tränkle durch seinen Sohn Björn Anton bei der Leitung des Unternehmens unterstützt.